# 復興金融公司
復興金融公司（英語：Reconstruction Finance Corporation，縮寫：RFC）是美國聯邦政府在1932年至1957年期间設立的一家國有企業，這家公司主要業務是向州和地方政府提供财政支持，并向银行、铁路和其他企业提供贷款。聯邦政府成立該公司的目的是增强大蕭條期間国家的信心，帮助银行恢复日常运作。
組建復興金融公司的構想是由联邦储备委员会的尤金·I·迈耶提出，獲美國總統赫伯特·胡佛推荐後，1932年由美國国会批准設立。在罗斯福新政下，復興金融公司的作用更顯突出，并在第二次世界大战期间继续运作。1957年，当時的美国联邦政府认为不再需要刺激贷款並解散復興金融公司。